# Alessandro Allori
Alessandro Allori, também conhecido como Alessandro Bronzino (Florença, 31 de maio de 1535 – Florença, 22 de setembro de 1607) foi um pintor histórico e retratista italiano, discípulo de Miguel Ângelo e de Bronzino, que estudou em Roma. As suas obras principais são: Cristo entre os escribas, Expulsão dos mercadores do templo e os retratos de Giuliano de Medici, Duque de Memours e Rafael. Era pai de Cristófano Allori.

## Biografia
Em 1540, após a morte de seu pai, ele foi criado e treinado na arte por um amigo próximo, muitas vezes referido como seu 'tio', o pintor maneirista Agnolo Bronzino, cujo nome ele às vezes assumia em seus quadros. Em alguns aspectos, Allori é o último da linha de pintores florentinos proeminentes, de herança artística toscana geralmente não diluída: Andrea del Sarto trabalhou com Fra Bartolomeo (assim como Leonardo da Vinci), Pontormo trabalhou brevemente com Andrea e treinou Bronzino, que treinou Allori. As gerações subsequentes na cidade seriam fortemente influenciadas pela maré de estilos barrocos preeminentes em outras partes da Itália.
Freedberg ridiculariza Allori como um derivado, alegando que ele ilustra "o ideal de Maniera pelo qual a arte (e o estilo) são gerados a partir da arte preexistente". O polimento de figuras tem uma forma não natural de mármore, como se ele visasse uma estatuária fria. Pode-se dizer da pintura maneirista da fase tardia em Florença, que a cidade que desde cedo deu vida à estatuária com as obras de mestres como Donatello e Michelangelo, ainda estava tão impressionada com elas que petrificou as poses das figuras na pintura. Enquanto em 1600 o barroco em outros lugares estava começando a dar vida a figuras pintadas, Florença estava pintando estátuas bidimensionais. Além disso, em geral, com exceção da Contra-Maniera (Contra-Maneirismo) artistas, ela não ousou se desviar de temas elevados ou mergulhar em grandes emoções.
Entre seus colaboradores estava Giovanni Maria Butteri e seu principal aluno foi Giovanni Bizzelli. Cristofano dell'Altissimo, Cesare Dandini, Aurelio Lomi, John Mosnier, Alessandro Pieroni, Giovanni Battista Vanni e Monanni também foram seus alunos. Allori foi um dos artistas, trabalhando sob Vasari, incluídos na decoração do Studiolo de Francesco I.
Ele foi o pai do pintor Cristofano Allori (1577–1621).

## Suas principais obras estão nos seguintes locais
- Santa Maria Novella
- Museu de Belas Artes de Budapeste
- Palazzo Vecchio, Florença
- Gemäldegalerie, Berlim

## Galeria
Pinturas de Alessandro Allori
- A Sagrada Família (1602) no MNAA, Lisboa
- Cristo na casa de Marta e Maria (1605) no Museu de História da Arte em Viena
- Unção de Cristo por Dois Anjos (c. 1593) no Museu de Belas Artes de Budapeste
- Vénus e Cupido (depois 1570) no Museu Fabre, Mompilher

- Deposição (1563-67) na Capela Medici, Florença
- Bianca Capello de Medici (1580-1614) no Museu de Arte de Dallas
- Retrato (c. 1555) no Museu de História da Arte em Viena
- Retrato de Fidalgo Florentino, discípulo de Allori, no MASP, São Paulo